# M/S Scandinavian Star

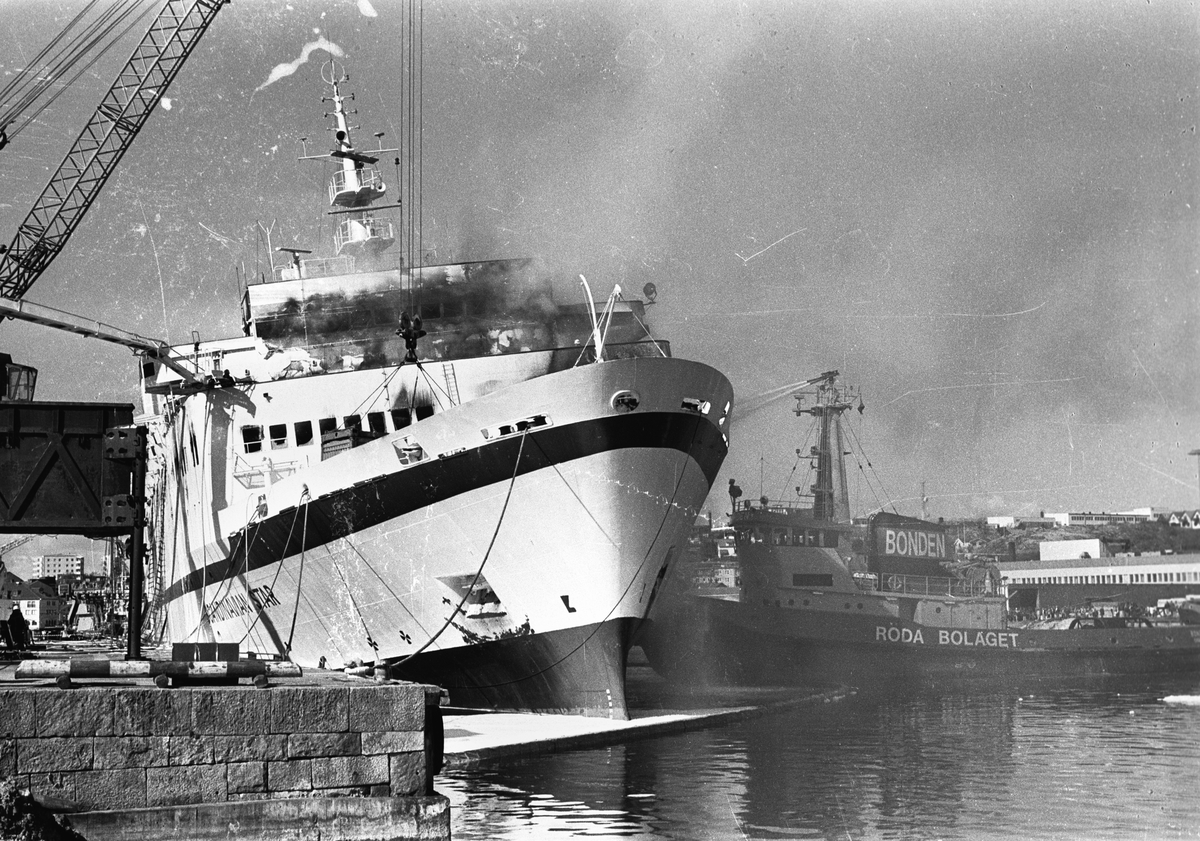
Scandinavian Star i Lysekil, efter bogsering till hamn.

M/S Scandinavian Star var en bil- och passagerarfärja färdigbyggd 1970 av Dubegion-Normandie med namnet M/S Massalia. Den eldhärjades i Skagerrak den 7 april 1990 utanför Lysekil, på väg från Oslo i Norge till Fredrikshamn i Danmark.
Ombord fanns 383 passagerare och 99 i besättningen. De flesta passagerarna var barnfamiljer och pensionärer som firade påsk. 159 personer omkom.

## Historik

### Bakgrund
Fartyget sjösattes den 19 januari 1971, som M/S Massalia. 1984 döptes fartyget om till M/S Scandinavian Star. I april 1990 köptes fartyget av Vognmandsruten och sattes i trafik för DA-NO Linjen mellan Oslo och Frederikshavn. Köpet var dock inte juridiskt färdigt utan fartyget ägdes formellt fortfarande av ett bahamiskt rederi.
M/S Scandinavian Star sattes i trafik den 1 april 1990, direkt från Karibien i dåligt skick. Besättningen var ny och hade bara fått några dagars träning på fartyget, och till exempel inte gjort någon brandövning.

### Branden
Natten till den 7 april 1990 eldhärjades fartyget. En första brandhärd i en hög sängkläder och skräp upptäcktes kl. 01:55 utanför en hytt på däck 4 vilken släcktes av passagerare och rapporterades. Strax efter kl. 02:00 uppstod en andra brand utanför en hytt på däck 3, vilket ledde till ett våldsamt brandförlopp med spridning till däck 4, varefter befälhavaren satte igång det otillräckligt fungerande brandlarmet.
Kl. 02:24 bedömdes branden vara utom kontroll, varför nödsignal skickades ut till Tjøme radio i Tjøme i Norge, med angivande av att passagerare och besättning var i färd med att gå i livbåtarna. Den norske kaptenen Hugo Larsen lämnade fartyget kl. 03:38, varvid han på upprepade direkta frågor från befälhavaren på närliggande M/S Stena Saga helt felaktigt uppgav att ingen person fanns kvar att rädda på fartyget.

#### Människor ombord
Det fanns då 383 passagerare och 99 i besättningen ombord. De flesta passagerarna var barnfamiljer och pensionärer som firade påsk. Av de 159 personer som omkom var 26 barn under 15 år. Bland de omkomna fanns tre svenskar. Alla utom två av de omkomna var passagerare.
Vid femtiden på eftermiddagen uppgav svensk polis att 75 personer hade omkommit. När fartyget lade till vid kaj klarnade olycksbilden och katastrofens verkliga omfattning blev uppenbar, då räddningsmanskapet möttes av döda människor i fartygsvraket.

### Efterspel

#### Polisutredningen 1990
Det har aldrig med säkerhet fastslagits vem eller vilka som anlade bränderna. En 37-årig dansk långtradarchaufför, som tidigare dömts för mordbrand, fanns ombord. Han omkom själv i lågorna vid den andra branden i ordning. Om han var skyldig, till någon eller flera av bränderna, som den norska polisen menade, vet ingen. Skeptiker som den svenske insatsledaren vid branden har pekat på att han hade 1,7 promille alkohol i blodet, att han dog tidigt av rökförgiftning och att han dött före den tredje branden och inte heller hade tillgång till de minst tre platser, på vilka bränder anlades.
Fartyget överförsäkrades kraftigt endast en vecka tidigare. Mycket tyder på att den eller de som anlade bränderna hade god kunskap om fartyget.

#### Utredningen 2013
Den 7 april 2013, 23 år efter katastrofen, presenterade stiftelsen "Etterforskningen av Mordbrannen Scandinavian Star", inrättad av anhöriga till offren, en ny rapport om brandorsaken. Deras slutsats är att flera besättningsmedlemmar låg bakom bränderna på Scandinavian Star och att de medvetet saboterade räddningsarbetet ombord. Bakom rapporten står en grupp norska och svenska brandmän, brandingenjörer och skeppsexperter och deras slutsatser kan sammanfattas med att:
- Minst fyra separata bränder anlades ombord. Den utpekade danska pyromanen dog i brand nummer två.
- Branden var ett försäkringsbedrägeri, som utfördes av minst tre besättningsmän ombord.
- De skyldiga manipulerade ventilationssystem, branddörrar och sprinklersystem för att uppnå maximal brandspridning.

Ytterligare en aspekt är att en av besättningsmännen togs på bar gärning när han sparkade bort kilar under dörrarna som användes av brandmännen för att dra slangar från skott till skott. Brandmännen blev förhindrade att utföra sitt jobb. Enligt ett vittne ska även besättningsmannen ha krossat en glasvägg till ett diskotek, eventuellt för att han ville ge näring åt elden.
Rapporten pekar således ut pengar som motivet, samt slår fast den tidigare utpekade dansken som oskyldig. Stiftelsen har även meddelat, att den planerar att polisanmäla åklagaren som lade ner utredningen.[uppföljning saknas]

#### Utredningar 2016
Den 9 augusti 2016 lade Oslopolisen ner den återupptagna utredningen i brist på nya avgörande bevis, efter två års arbete. Några år tidigare hade den danske huvudutredaren Flemming Thue Jensen, som var en av de första som steg ombord på det bärgade fartyget i Lysekil, sagt att branden var anlagd av personer med god fartygskännedom i ett försäkringsbedrägeri.
På uppdrag av norska stortingets granskningskommission utredde företaget Firesafe branden och kom i sin rapport som överlämnades 31 oktober 2016 fram till att det varit sju brandhärdar, mot tidigare fyra.

#### 2018 och 2019
Granskningskommissionen siktade på att avlämna slutrapport senast 1 juni 2017.
Efter den slutliga kommissionsrapporten lämnade norska Stortinget i mars 2018 en ursäkt till änkan efter chauffören Erik Mørk Andersen från Danmark. Vid samma tillfälle meddelades att det saknades andra spår, till exempel om misstankar om försäkringsbedrägeri.
Två månader senare polisanmälde efterlevande till danska offer för brandkatastrofen nio personer i försäkrings- och ägarkretsen runt skeppet. Anmälarna trodde att det rörde sig om ett planerat försäkringsbedrägeri som resulterat i mordbrand. I början av 2019 avskrev dock polisen i Köpenhamn dessa anmälningar, på grund att den nya informationen i anmälningarna inte kunde verifieras.

#### Övrigt efterspel
Den 3 december 1992 dömdes skeppsredaren Henrik Johansen och rederidirektören Ole B. Hansen till fängelse i 40 dagar. Den norske befälhavaren Hugo Larsen dömdes samtidigt till fängelse i 60 dagar, för brott mot reglerna om fartygets säkerhet, av den danska specialdomstolen Sø- og Handelsretten.
Den 22 november 1993 dömde Højesteret i Danmark dessa tre till 6 månaders fängelse vardera. Johansen och Hansen dömdes också till näringsförbud för sjöfartsverksamhet. Ole B. Hansen flydde landet och undgick därigenom att avtjäna straffet.

### Färjans senare år
Efter katastrofen renoverades och ombyggdes färjan i Italien. Bland annat så togs pooldäcket bort och ersattes med ett öppet bildäck. Hon trafikerade under sina senare år bland annat den karibiska övärlden under namnet M/S Regal Voyager.
Fartyget höggs upp i Alang i Indien i maj 2004.

## I kulturen

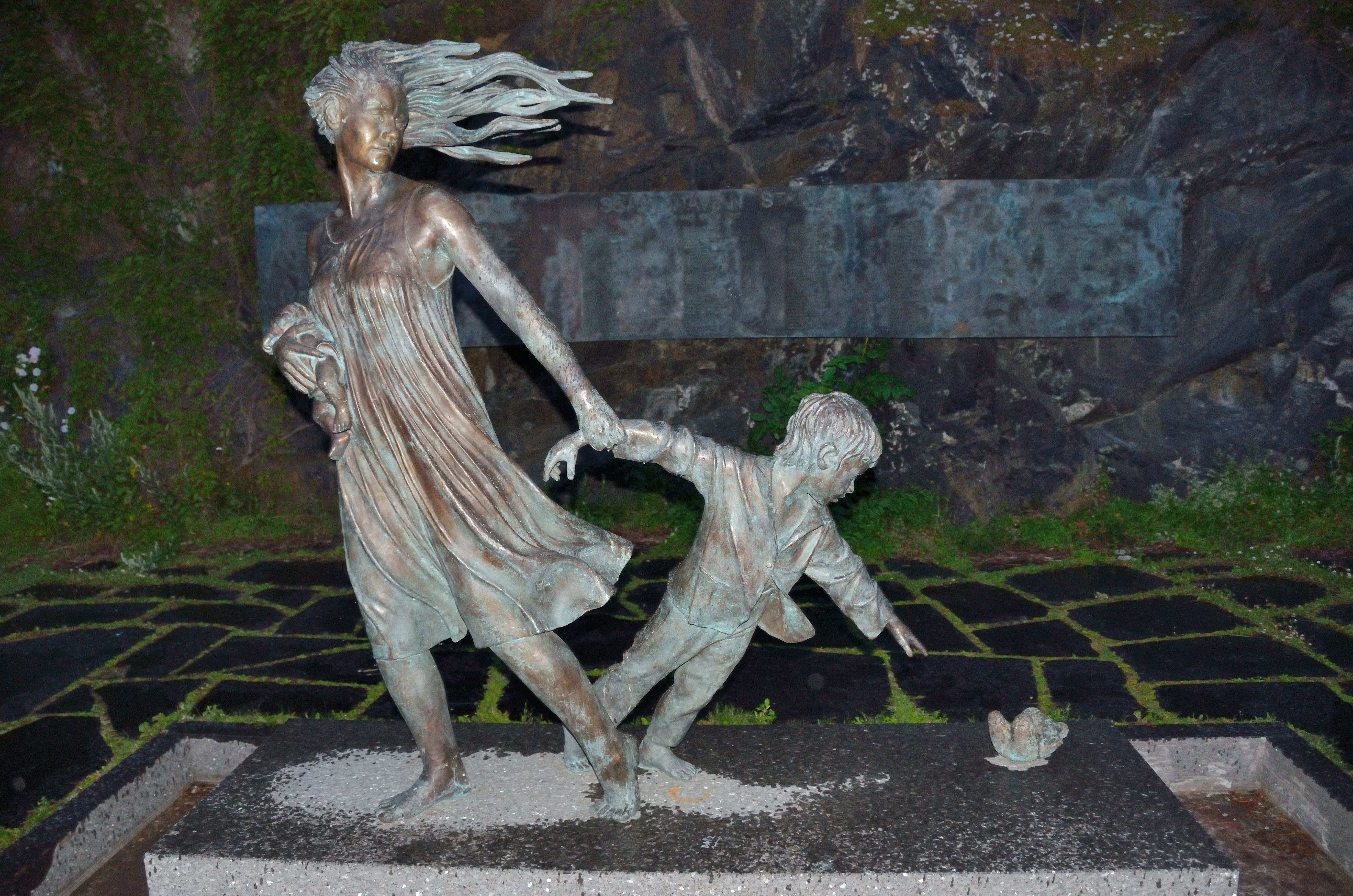
Minnesmärke över branden på M/S Scandinavian Star.

Den 7 april 2006 invigdes ett minnesmärke nära Akershus fästning i Oslo, utfört av Monumentet skulptören Jon Torgersen.  Det avbildar en kvinna med sitt barn och har en platta med namnen på brandens dödsoffer.
Ett permanent minnesmärke i Lysekil avtäcktes den 13 maj 2021 (Kristi himmelsfärdsdag). Avtäckningen var på grund av coronaviruset uppskjuten sedan 2020.
M/S Scandinavian Star-katastrofen har bildat ram för Asta Olivia Nordenhofs romanserie, inledd 2020.